# Октавіо Фантоні
Октавіо Фантоні (порт. Octavio Fantoni, 4 квітня 1907, Белу-Оризонті — 8 лютого 1935, Рим) — бразильський і італійський футболіст, що грав на позиції півзахисника за «Палестра-Мінейро» і римський «Лаціо». Виступав за національну збірну Італії.

## Клубна кар'єра
Народився 1907 року в бразильському Белу-Оризонті в родині іммігрантів з італійської Тоскани. Починав грати у футбол у місцевій команді «Палестра-Мінейро», організованій італійською громадою міста, де був відомий за прізвиськом Нініньйо (порт. Nininho). у 1929 і 1930 роках допомагав команді ставати переможцем Ліги Мінейро.
Південноамериканські футболісти італійського походження були у фокусі уваги представників провідних італійських клубів, багато з яких зацікавилися грою Октавіо. Той зробив свій вибір на користь римського «Лаціо», до лав якого приєднався по ходу сезону 1930/31 і де відразу став ключовою фігурою у півзахисті.
20 січня 1935 року у грі проти «Торіно» отримав удар головою у ніс, через який був змушений залишити поле. Через п'ять хвилин зміг повернутися до гри, проте після її завершення був доправлений до лікарні. У гравця було виявлено перелам носа та розвилася гарячка. Згодом було діагностовано септикопіємію через зараження крові з локалізацією гною у лівому коліні. Попри проведення декількох операцій 8 лютого 1935 року 27-ріичний футболіст помер.

## Виступи за збірну
У березні 1934 року дебютував в офіційних матчах у складі національної збірної Італії грою відбору на тогорічний чемпіонат світу. До заявки команди на фінальну частину світової першості, на якій вона здобула чемпіонський титул, утім, не потрапив. Загалом після дебютної гри за збірну до її лав більше не залучався.
| Дата      | Місто | Господарі | Результат | Гості  | Турнір            | Голи | Примітки |
| --------- | ----- | --------- | --------- | ------ | ----------------- | ---- | -------- |
| 25-3-1934 | Мілан | Італія    | 4 – 0     | Греція | Відбір до ЧС 1934 | 0    |          |
| Усього    |       | Матчів    | 1         |        | Голів             | 0    |          |

## Титули і досягнення
- Переможець Ліги Мінейро (2):

«Палестра-Мінейро»: 1929, 1930